# Dalmor
Dalmor – spółka akcyjna Skarbu Państwa założona 26 stycznia 1946. Aktualna pełna nazwa firmy brzmi "Dalmor" Spółka Akcyjna. Na przestrzeni lat Dalmor wiele razy zmieniał nazwę i przenosił swoją siedzibę do Szczecina.

## Historia
Pierwszym dyrektorem przedsiębiorstwa był Zygmunt Beczkowicz, pełniący wówczas funkcje jednoosobowego Zarządu.
Pierwszym statkiem Dalmoru był "Kastor", na którym polską banderę podniesiono w Londynie 4 maja 1946 roku. Statek ten miał silnik o mocy 400 KM, co umożliwiało mu płynięcie z prędkością 9 węzłów. 18 maja 1946 roku "Kastor" wpłynął do gdyńskiego portu pod dowództwem jednego z pierwszych polskich szyprów rybołówstwa dalekomorskiego – Pawła Gicy.
W okresie prosperity firma zatrudniała ok. 7,5 tys. osób i dysponowała flotą 70 statków. Roczny połów sięgał 278 tys. ton ryb.
Dalmor posiadał 3 trawlery przetwórnie – "Dalmor II", "Altair II" oraz "Atria". Na początku stycznia 2012 sprzedano ostatni z nich – "DALMOR II", sukcesywnie sprzedaje się również tereny, nabrzeża i budynki.